# Lỗ Khảo công
Lỗ Khảo công (chữ Hán: 魯考公, trị vì 996 TCN-993 TCN), tên thật là Cơ Tù (姬酋), là vị quân chủ thứ hai của nước Lỗ - chư hầu nhà Chu trong lịch sử Trung Quốc.
Cơ Tù là con trai trưởng của Lỗ Bá Cầm, vị vua đầu tiên của nước Lỗ và là cháu nội của Chu Công Đán. Năm 997 TCN, Bá Cầm qua đời, Cơ Tù lên ngôi, tức Lỗ Khảo công.
Sử ký không ghi rõ hành trạng của ông và những sự kiện xảy ra liên quan tới nước Lỗ trong thời gian ông làm vua.
Năm 993 TCN, Lỗ Khảo công qua đời. Ông chỉ ở ngôi được 4 năm. Em ông là Cơ Hi nối ngôi, tức là Lỗ Dương công.